# 미인시대
《미인시대》는 2001년 11월 2일에 MBC에서 방영한 베스트극장이다.

## 등장 인물

### 주요 인물
- 민지규 : 민지영 역
- 장준하 : 장태우 역
- 조혜련 : 오혜련 역 - 지영의 룸메이트
- 홍충민 : 김소연 역

### 그 외 인물
- 정한헌 : 허 과장 역
- 최재호
- 최항석
- 김세민
- 이승형
- 최민서
- 최형석
- 송정민
- 백종헌
- 양지선
- 송성희
- 윤희주